# Joos van Winghe

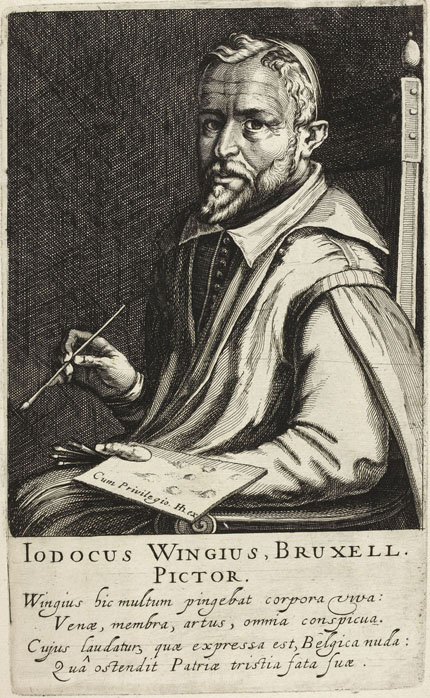
Portret in Pictorum aliquot celebrium van Hendrick Hondius

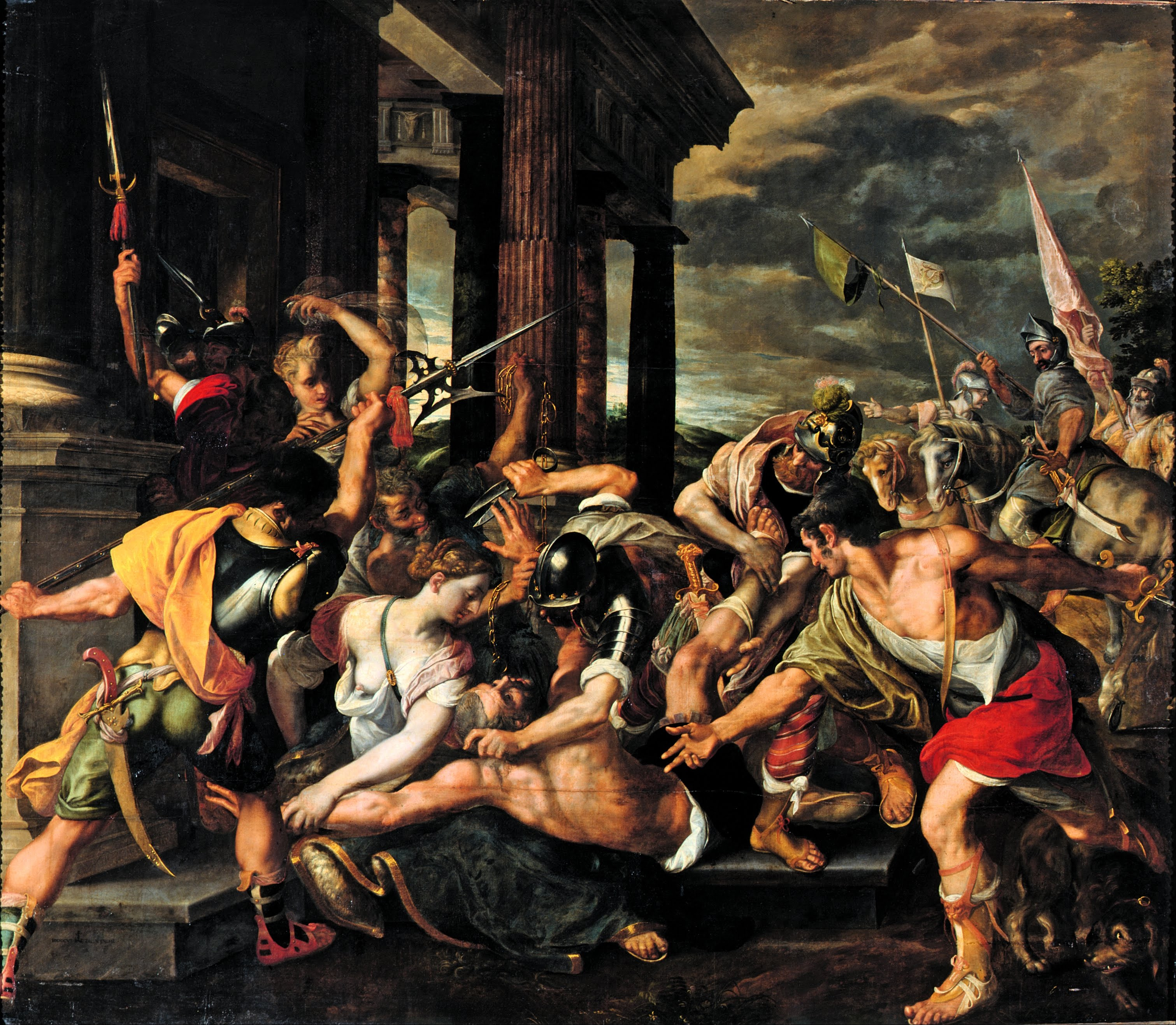
Samson overmeesterd nadat Delila zijn haar heeft afgesneden (ca. 1580)

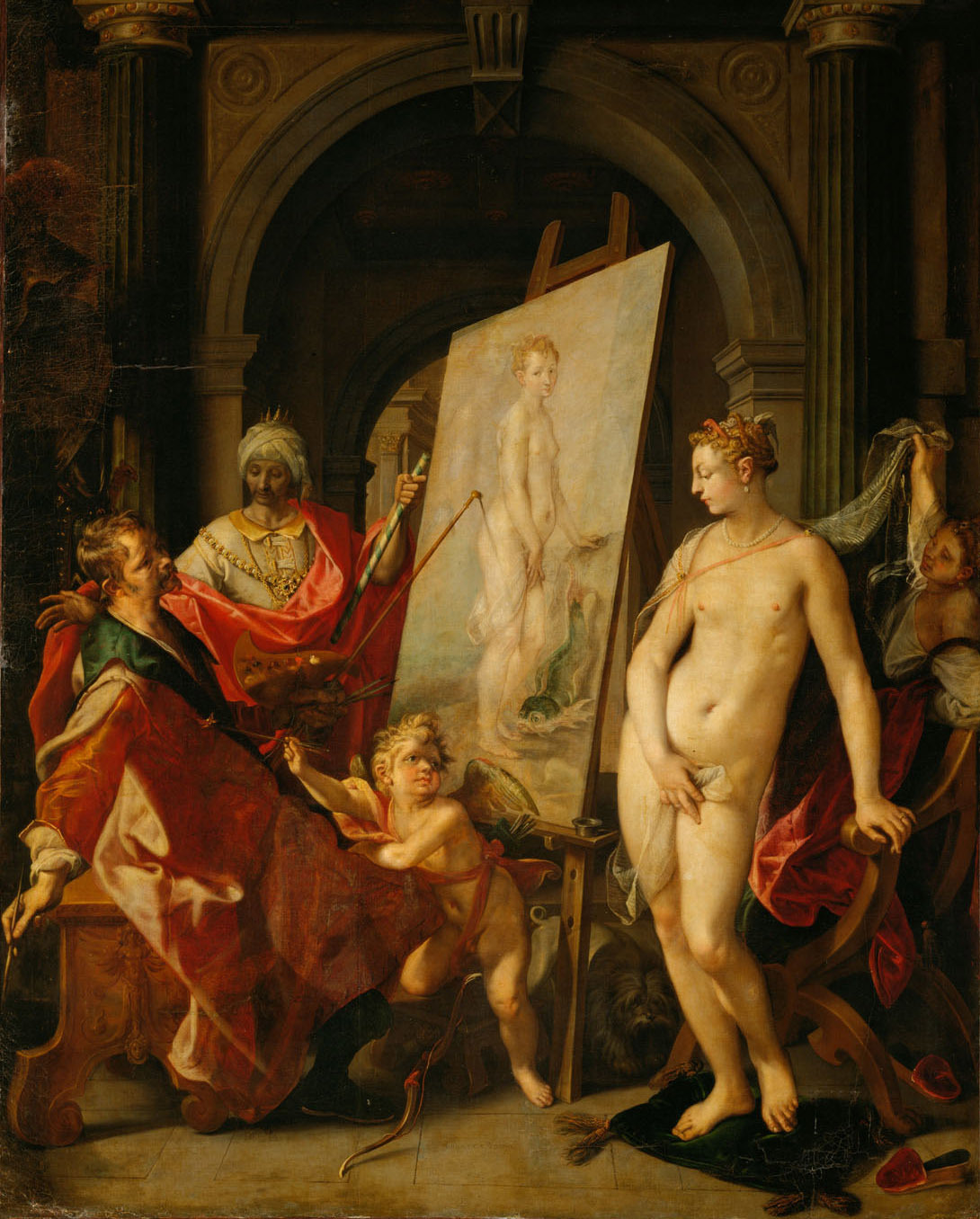
Campaspe geschilderd door Apelles (ca. 1600), opdracht van keizer Rudolf II

Prent uit de las Casas' Regionum

Joos van Winghe of Iodocus Wingius (Brussel, 1544 - Frankfurt am Main, 1603) was een Brabants maniëristisch schilder.

## Loopbaan
Zijn levensloop is marginaal gekend dankzij Karel van Mander, die in zijn Schilder-boeck meer dan een bladzijde wijdt aan den uytnemenden en gheestighen Schilder Ioos van Winghen. Van Winghe genoot zijn opleiding in Brussel, bij artiesten als Anthonie Santvoort († 1600), Jan Speckaert en Bartholomeus Spranger. Zijn talent werd onderkend en in 1564 vertrok hij naar Rome, waar Van Mander hem bij een kardinaal signaleert. Volgens onderzoek zou hij in Italië werkzaam zijn geweest bij Jacopo Bertoia, en dit zowel te Rome, Parma als Caprarola. In die laatste plaats zou hij hebben meegewerkt aan de fresco's in de Villa Farnese.
Na vier jaar Italië keerde hij in 1568 via Parijs terug naar zijn geboortestad. Hij werd hofschilder van Alexander Farnese en profiteerde mee van diens promotie tot landvoogd van de Nederlanden in 1578. Acht jaar later emigreerde Van Winghe naar Duitsland, wellicht om geloofsredenen. Zijn vertrek hangt samen met de allegorische Belgica die hij kort na zijn aankomst schilderde. Van Mander beschouwde deze Onderdrukking der Nederlanden als "het uytnemenste" werk van hem. Een naakte, aan een rots geketende vrouw belichaamt de Nederlanden. Boven haar komt de Tijd aangevlogen om haar ketenen los te maken. Onderaan ligt de Godsdienst, vertrappeld door een met zwaard gewapende Tirannie. Van Winghe sleet de rest van zijn jaren in Frankfurt am Main, waar hij in 1588 het burgerschap had verworven. Hij maakte er vooral pentekeningen, maar kreeg ook nog prestigieuze schilderopdrachten, onder meer van het keizerlijk hof.
Zijn zoon Jeremias van Winghe (1578-1645) was ook kunstschilder. Hij werd opgeleid bij zijn vader en daarna bij Frans Badens in Amsterdam.

## Werk
Ondanks Van Winghe's schildertalent en de persoonlijke toets die uit zijn werk spreekt, bleef zijn oeuvre in omvang vrij beperkt. Van Mander zocht de verklaring niet ver: volgens hem "wrocht" Van Winghe niet veel, "zijnde geern by geselschap, doch geen dronckaert".
Tot tweemaal toe schilderde hij het verhaal van Apelles en Campaspe: één keer in opdracht van keizer Rudolf II en een andere versie voor Daniel Forreau, een koopman uit Hanau. Zijn figuren verraden dat hij kennis had van het maniërisme van Parmigianino en de gebroeders Zuccari (Federico & Taddeo), maar ook van de lichtere Venetiaanse school. Een voorbeeld is zijn Nachtbanket, waarop een maskerade te zien is zoals gangbaar in Venetië.
- Samson en Delila, ca. 1580 (Museum Kunstpalast, Düsseldorf)[4]
- Nachtbanket met maskerade (KMSK, Brussel)
- Aanbidding van de herders (Greenville, Bob Jones University)
- Bekering van Saulus
- Maria Magdalena, Johannes en Petrus aan het Graf, ca. 1591 (Petit Palais, Parijs)
- Apelles schildert Campaspe, ca. 1600 (twee verschillende versies, beide in het Kunsthistorisches Museum, Wenen)
- Fama op de globe
- Musicerend gezelschap
- Allegorie van de rijkdom, luxe en zotternij
- De Zondeval
- Laatste Avondmaal (fresco in de eetzaal van het voormalige Servietenklooster te Parma)[5]
- De onderdrukking der Nederlanden (verloren)[6]
- Andromeda (verloren)

Naast schilder was Van Winghe ook boekillustrator. Beroemd zijn de pentekeningen die hij met Theodor de Bry maakte voor de Regionum indicarum per Hispanos olim devastatarum accuratissima descriptio van Bartolomé de las Casas. Zijn eigen composities kenden ruime verspreiding dankzij de graveur Jan Sadeler de Oude.
Het monogram waarmee de schilder signeerde was I.V.W.